# Kuwejt na Mistrzostwach Świata w Lekkoatletyce 2015
Kuwejt na Mistrzostwach Świata w Lekkoatletyce 2015 – reprezentacja Kuwejtu podczas Mistrzostw Świata w Pekinie liczyła 1 zawodnika, który nie zdobył medalu.

## Występy reprezentantów Kuwejtu
| Konkurencja           | Zawodnik                 | Eliminacje | Eliminacje | Finał    | Finał   |
| Konkurencja           | Zawodnik                 | Rezultat   | Pozycja    | Rezultat | Pozycja |
| --------------------- | ------------------------ | ---------- | ---------- | -------- | ------- |
| Rzut dyskiem mężczyzn | Essa Mohammed Al-Zankawi | 58,68 m    | 27.        | NQ       | NQ      |